# رولز رويس المحدودة
شركة رولز-رويس المحدودة (بالإنجليزية: Rolls-Royce Limited)، هي شركة بريطانية لصناعة السيارات الفاخرة ثم لاحقًا لصناعة محركات الطائرات. تأسست عام 1904 في مانشستر من خلال شراكة بين تشارلز رولز وهنري رويس. وبالاستفادة من السمعة الجيدة التي اكتسبها رويس من خلال تصنيع الرافعات، سرعان ما اكتسبت الشركة سمعة قوية في مجال الهندسة المتفوقة من خلال تصنيع السيارات الفاخرة.
في عام 1906، تم تسجيل الشركة رسميًا باسم "رولز-رويس المحدودة"، وتم افتتاح مصنع جديد في ديربي عام 1908. ومع اندلاع الحرب العالمية الأولى، بدأت الشركة في تصنيع محركات الطائرات. وابتداءً من عام 1940، شاركت في تطوير محركات الطائرات النفاثة، وبدأت بالإنتاج الفعلي في عام 1944. ومنذ ذلك الحين، أصبحت رولز-رويس تتمتع بسمعة طويلة الأمد في تطوير وتصنيع محركات الطائرات العسكرية والتجارية.
في أواخر الستينيات، واجهت الشركة أزمة كبيرة نتيجة سوء إدارة تطوير محركها النفاث المتقدم "RB211" وتجاوز التكاليف، رغم أن المحرك أثبت في النهاية نجاحًا كبيرًا. وفي عام 1971، اضطُرت الشركة إلى إعلان الإفلاس، فتم شراء الأجزاء المفيدة من قبل شركة جديدة مملوكة للحكومة البريطانية سُميت "رولز-رويس المحدودة 1971"، والتي واصلت النشاط الأساسي. لكنها سرعان ما باعت حصتها في شركة الطائرات البريطانية، وتم نقل ملكية قسم السيارات الفاخرة، الذي كان لا يزال مربحًا رغم صغره من الناحية المالية، إلى شركة "شركة رولز رويس موتورز القابضة المحدودة"، والتي باعت لاحقًا لشركة "فيكرز" في عام 1980.
وفي عام 1977، حصلت الشركة على موافقة لإزالة التمييز الزمني "1971" من اسمها الرسمي، فعادت تُعرف باسم "رولز-رويس المحدودة" مرة أخرى.
ظلت الشركة مملوكة للحكومة حتى عام 1987، حيث تم تغيير اسمها إلى "شركة رولز رويس المساهمة العامة المحدودة"، ثم تم خصخصتها من خلال طرح أسهمها للبيع للعامة. ولا تزال شركة شركة رولز رويز تمتلك وتدير النشاط الأساسي للشركة، على الرغم من أنها أصبحت منذ عام 2003 تابعة لشركة قابضة مدرجة في البورصة تُعرف باسم "شركة رولز رويز القابضة".

## وصلات خارجية
- رولز رويس بي أم دبليو